# Corry Borst
Cornelia Anna Borst (Heiloo, 10 augustus 1921 - 5 januari 2018) was een Nederlandse edelsmid.

## Leven en werk
Zij was dochter van Egreta Guurdina Aafje Groot en veehouder Jan Borst. Corry Borst (een enkele keer aangeduid met Corrie Borst) werd opgeleid aan het Instituut voor Kunstnijverheidsonderwijs, de huidige Gerrit Rietveld Academie in Amsterdam. Haar leermeester was Jac. J. Koeman. Borst vestigde zich als beeldend kunstenaar in Bloemendaal en was daar werkzaam vanaf 1964. Werk van haar werd geëxposeerd in meerdere plaatsen binnen- en buitenland. In Nederland werd haar werk onder andere tentoongesteld in Amersfoort, Den Haag, Groningen, Overveen en Wassenaar.
Borst gaf les aan de Stichting Jong Haarlem en aan de Volksuniversiteit Haarlem. Zij was lid van het Genootschap van Samenwerkende Ambachtskunstenaars te Hilversum, van de Haagse Kunstkring, van Arti et Industriae in Den Haag en van de Haarlemse kunstenaarsvereniging X-65.